# Penne (pasta)
Penne is een vorm van pasta die bestaat uit langwerpige buisjes die meestal schuin zijn afgesneden onder een hoek van 30 of 45 graden. Penne wordt normaliter met een tomaten-/vleessaus gegeten. Penne is de meervoudsvorm van het Italiaanse woord penna, dat in het Latijn "veer" betekent. Bij penne rigate is de buitenkant geribbeld, bij penne lisce is de buitenkant glad. Deze penne rigate wordt industrieel geperst onder een druk van 100 bar.

## Ziti
Ziti is een andere variant buisjespasta. Ze worden ook wel candele (kaarsen) genoemd. Het zijn lange, gladde en recht afgesneden buisjes die voor het koken in vier stukken worden gebroken. Deze van oorsprong Napolitaanse pastavariant wordt traditioneel gegeten op bruiloften. 
Gebakken ziti of ziti al forno is een populair Italiaans-Amerikaans ovengerecht. Dit gerecht is ook bekend uit de Amerikaanse hitserie The Sopranos waarin deze ovenschotel veelvuldig langskomt.